# Hitler: The Last Ten Days
Hitler: The Last Ten Days is een Brits-Italiaanse biografische oorlogsfilm van Ennio Di Concini uit 1973 die de laatste tien dagen uit het leven van de Duitse dictator en rijkskanselier Adolf Hitler in de Führerbunker behandelt, die het einde van de Tweede Wereldoorlog inluidden. Sir Alec Guinness vertolkt de rol van Hitler.
De film begint met de 56ste verjaardag van Hitler op 20 april 1945 en eindigt met zijn zelfmoord op 30 april 1945. Kenmerkend voor de film is de vertolking van Hitler door de Engelse acteur Alec Guinness. Guinness bracht Hitler over als een ietwat sympathieke en bovendien veel kalmere man, wat destijds nog niet was vertoond. Over zijn vertolking zei Guinness na de opnamen en in een interview met The New York Times uit september 1972: "Ik geloof dat men Hitler niet sympathieker kan voorstellen zoals ik dat heb gedaan".
Hitler: The Last Ten Days is gebaseerd op het boek Hitler's Last Days: An Eye-Witness Account van Gerhard Boldt.

## Rolverdeling
| Acteur            | Personage                                       | Beschrijving                             |
| ----------------- | ----------------------------------------------- | ---------------------------------------- |
| Alec Guinness     | Adolf Hitler                                    |                                          |
| Simon Ward        | kapitein Hoffmann                               |                                          |
| Adolfo Celi       | generaal Hans Krebs                             |                                          |
| Diane Cilento     | Hanna Reitsch                                   | pilote bij de Duitse luchtmacht          |
| Gabriele Ferzetti | veldmaarschalk Wilhelm Keitel                   |                                          |
| Eric Porter       | generaal-veldmaarschalk Robert Ritter von Greim |                                          |
| Doris Kunstmann   | Eva Braun                                       | vrouw van Hitler                         |
| Joss Ackland      | generaal Wilhelm Burgdorf                       |                                          |
| John Bennett      | minister van Propaganda Joseph Goebbels         |                                          |
| John Barron       | dokter Ludwig Stumpfegger                       |                                          |
| Barbara Jefford   | Magda Goebbels                                  | vrouw van Joseph Goebbels                |
| Valerie Gray      | Helga Goebbels                                  | dochter van Joseph Goebbels              |
| Angela Pleasence  | Traudl Junge                                    | secretaresse van Hitler                  |
| Sheila Gish       | Gerda Christian                                 | privésecretaresse van Hitler             |
| Julian Glover     | Gruppenführer Hermann Fegelein                  | SS-officier en Hitlers zwager            |
| Michael Goodliffe | generaal Helmut Weidling                        |                                          |
| Mark Kingston     | Martin Bormann                                  | nazi-ambtenaar en rechterhand van Hitler |
| Timothy West      | professor Karl Gebhardt                         |                                          |
| Andrew Sachs      | notaris Walter Wagner                           |                                          |
| Philip Stone      | generaal Alfred Jodl                            |                                          |